# Urraca Garcés di Navarra (X secolo)
Urraca Garcés di Navarra (945 circa – dopo il 1009) fu una principessa di Navarra, contessa consorte di Castiglia dal 955 al 970 e poi duchessa consorte di Guascogna dal 972 al 996.

## Origine
Secondo le Europäische Stammtafeln, vol.III, pag. 563 (non consultate) era figlia del re di Navarra García I e della seconda moglie Teresa di León, figlia del re di León, Ramiro II e della sua prima moglie Adosinda Gutiérrez.

García I Sánchez era figlio del re di Pamplona, Sancho I Garcés e di Toda di Navarra, figlia di Aznar Sánchez, signore di Larraun, e di Onneca Fortúnez, figlia del re di Navarra Fortunato Garcés, della famiglia Arista (In lui venivano riunite le due dinastie di Navarra: la Jimena, da parte di padre e la Arista, da parte di madre).

## Biografia
Urraca venne data in sposa, nel corso del 955, divenendone la seconda moglie, al conte di Castiglia Ferdinando Gonzales, figlio del conte di Castiglia, Gonzalo Fernández e di Muniadomna di Lara (ego Munia dona eí filius meus Ferrandus, proles Qundesalvi), come riporta il documento n° X del cartulario de san pedro de arlanza; infatti il documento nº 67 del Cartulario de san Millan de la Cogolla, vol. I, datato novembre 955, cita Urraca, contessa di Castiglia (Comite Fredinando Gondessalvez et cometessa domna Urraca).

Un'altra versione del matrimonio di Urraca con Ferdinando dice che fu celebrato, nel 960, per iniziativa di Urraca, che convinse il padre, Garcia I, a fare liberare Ferdinando che era stato fatto prigioniero, seguendolo quindi a Burgos.
Nella Colección diplomática de los Condes de Castilla lo storico Manuel Zabalza Duque sostiene che Urraca non compare citata in nessun documento relativo alla contea di Castiglia.
Dopo essere rimasta vedova, nel 970, Urraca tornò nel regno di Navarra, la presenza di Urraca in Navarra è confermata dal documento nº 88 del Cartulario de san Millan de la Cogolla, vol. I, datato 971, inerente a una donazione al monastero stesso, dove Urraca è citata come sorella del re, Sancho Garcés Abarca e di Ramiro e controfirma come (Dompna Urraca, eiusdem regis germana, Garsea ipsius regis filius).
Sempre secondo le Europäische Stammtafeln, vol III, pag. 563 (non consultate), nel 972, Urraca sposò il duca di Guascogna Guglielmo I, figlio terzogenito del duca di Guascogna Sancho IV e della moglie di cui non si conoscono né il nome né gli ascendenti.
Questo matrimonio ci è confermato sia dalla Historia monasterii S. Severi, tome II, in cui nella prologo al cap. VII si menziona Urraca moglie di Guglielmo I e madre di Bernardo e Sancho che dal Cartulaire de l'abbaye de Saint Jean de Sorde, dove nel documento n° II, viene ricordata come madre di Sancho, che dal documento nº 108 del Cartulario de san Millan de la Cogolla, vol. I, datato 992, inerente a una donazione al monastero stesso del fratello, Sancho Garcés Abarca, dove Urraca viene indirettamente citata come madre del duca di Guascogna, Sancho VI (Sancio filius Gogelmi comitis).
La data della morte di Urraca è controversa; dovrebbe essere tra il 1009 ed il 1011: secondo la Histoire de Béarn era ancora in vita nel 1009, quando suo figlio, il duca di Guascogna, Bernardo I, redasse l'atto di donazione della chiesa di San Severo, che lei controfirmò, mentre viene citata in un documento della Ex Historia Abbatiæ Condomensis, del 1012, in cui si prega suffragi della anime dei defunti della famiglia comitale di Guascogna.
Mentre, secondo la Historia monasterii S. Severi, tome II, la contessa Urraca morì l'11 luglio 1041 (quasi centenaria) e fu sepolta nel monastero di San Severo accanto al marito, col quale l'aveva fatta costruire.

## Figli
Al conte di Castiglia Ferdinando Gonzales, diede, probabilmente (non confermati da fonti primarie), due figli:
- Toda Fernández
- Pedro Fernández.

Al duca di Guascogna Guglielmo I, diede sei figli:
- Garcia ( † prima del 1012, citato in un documento della Ex Historia Abbatiæ Condomensis, del 1012, in cui si prega suffragi della anime dei defunti della famiglia comitale di Guascogna[16])
- Bernardo I[16] (?-1009, avvelenato), duca di Guascogna.
- Gersenda[20] ( † dopo il 1112 che sposò nel 992 il duca di Borgogna Enrico il Grande (946-1002), da cui fu ripudiata[16], nel 996.
- Sancho VI[16] (?-1032), duca di Gascogna.
- Brisca o Sancha ( † prima del 1018), che, secondo la Historiarum libri tres del monaco e storico francese, Ademaro di Chabannes, verso il 1011, sposò, come seconda moglie, il duca d'Aquitania Guglielmo V ( † 1030)[21], che sempre secondo Ademaro di Chabannes era il figlio primogenito del duca d'Aquitania e conte di Poitiers, Guglielmo Braccio di Ferro e della moglie[22] Emma[23] Secondo il Chronico Sancti Maxentii il matrimonio avvenne tra il 1010 ed il 1113[24]; comunque, secondo il documento nº 7 delle Chartes de l'abbaye de Jumièges, Tome I, del 1112, Brisca compare come moglie del duca Guglielmo il Grande[25]. Ed ancora compare come testimone di una donazione fatta da Ugo IV di Lusignano al monastero di Saint Cyprien di Poitiers[26].
Brisca o Sancha a Guglielmo diede due figli:
  - Oddone o Eudes[21] (circa 1011-1039), duca di Guascogna e conte di Bordeaux d'Agen e di Bazas, duca d'Aquitania e conte di Poitiers.
  - Tibaldo, morto giovane, come ci viene confermato dal Chronicon Santi Maxentii Pictavinis, Chroniques des Eglises d´Anjou[27], che viene citato nel documento n° LXXXI, datata tra il 1011 ed il 1023 delle Chartes et documents pour servir à l'histoire de l'abbaye de Saint-Maixent, Archives historiques du Poitou, fatta dal suo fratellastro, il duca d'Aquitania, Guglielmo (Guglielmo il Grosso)[28].
- Adélaïde ( † prima del 1018), che sposò, in prime nozze, il conte d'Armagnac, Gerardo I Trancaleone, ed in seconde il visconte Arnoldo II di Guascogna[19].

## Ascendenza
|                             |                   |                           | Genitori              |  |  | Nonni |  |  | Bisnonni          |  |  | Trisnonni       |  |
|                             |                   |                           |                       |  |  |       |  |  | García II Jiménez |  |  | Jimeno I Garcés |  |
|                             |                   |                           |                       |  |  |       |  |  | García II Jiménez |  |  | Jimeno I Garcés |  |
|                             |                   | …                         |                       |  |  |       |  |  | García II Jiménez |  |  |                 |  |
| Sancho I Garcés di Navarra  |                   |                           |                       |  |  |       |  |  | García II Jiménez |  |  |                 |  |
|                             |                   | Dadildis di Pallars       | …                     |  |  |       |  |  |                   |  |  |                 |  |
|                             |                   | Dadildis di Pallars       | …                     |  |  |       |  |  |                   |  |  |                 |  |
|                             |                   | Dadildis di Pallars       | …                     |  |  |       |  |  |                   |  |  |                 |  |
| García I Sánchez di Navarra |                   | Dadildis di Pallars       |                       |  |  |       |  |  |                   |  |  |                 |  |
|                             |                   | Aznar Sánchez             | Sancho Garcés         |  |  |       |  |  |                   |  |  |                 |  |
|                             |                   | Aznar Sánchez             | Sancho Garcés         |  |  |       |  |  |                   |  |  |                 |  |
|                             |                   | Aznar Sánchez             | …                     |  |  |       |  |  |                   |  |  |                 |  |
| Toda di Navarra             |                   | Aznar Sánchez             |                       |  |  |       |  |  |                   |  |  |                 |  |
|                             |                   | Onneca Fortúnez           | Fortunato Garcés      |  |  |       |  |  |                   |  |  |                 |  |
|                             |                   | Onneca Fortúnez           | Fortunato Garcés      |  |  |       |  |  |                   |  |  |                 |  |
|                             |                   | Onneca Fortúnez           | …                     |  |  |       |  |  |                   |  |  |                 |  |
| Urraca Garcés di Navarra    |                   | Onneca Fortúnez           |                       |  |  |       |  |  |                   |  |  |                 |  |
|                             | Ordoño II di León | Alfonso III delle Asturie |                       |  |  |       |  |  |                   |  |  |                 |  |
|                             | Ordoño II di León | Alfonso III delle Asturie |                       |  |  |       |  |  |                   |  |  |                 |  |
|                             | Ordoño II di León | Jimena di Pamplona        |                       |  |  |       |  |  |                   |  |  |                 |  |
| Ramiro II di León           | Ordoño II di León |                           |                       |  |  |       |  |  |                   |  |  |                 |  |
|                             |                   | Elvira Menéndez           | Ermenegildo Gutierrez |  |  |       |  |  |                   |  |  |                 |  |
|                             |                   | Elvira Menéndez           | Ermenegildo Gutierrez |  |  |       |  |  |                   |  |  |                 |  |
|                             |                   | Elvira Menéndez           | Ermessinda Gatonez    |  |  |       |  |  |                   |  |  |                 |  |
| Teresa di León di Navarra   |                   | Elvira Menéndez           |                       |  |  |       |  |  |                   |  |  |                 |  |
|                             |                   | Gutier Osóriz             | …                     |  |  |       |  |  |                   |  |  |                 |  |
|                             |                   | Gutier Osóriz             | …                     |  |  |       |  |  |                   |  |  |                 |  |
|                             |                   | Gutier Osóriz             | …                     |  |  |       |  |  |                   |  |  |                 |  |
| Adosinda Gutiérrez          |                   | Gutier Osóriz             |                       |  |  |       |  |  |                   |  |  |                 |  |
|                             |                   | Ildoncia Menéndez         | …                     |  |  |       |  |  |                   |  |  |                 |  |
|                             |                   | Ildoncia Menéndez         | …                     |  |  |       |  |  |                   |  |  |                 |  |
|                             |                   | Ildoncia Menéndez         | …                     |  |  |       |  |  |                   |  |  |                 |  |
|                             |                   | Ildoncia Menéndez         |                       |  |  |       |  |  |                   |  |  |                 |  |

### Fonti primarie
- (LA)  Histoire de Béarn.
- (LA)  Rerum Gallicarum et Francicarum Scriptires, tomus XI.
- (LA)  Cartulaire de l'abbaye de Saint-Cyprien de Poitiers, Archives historiques du Poitou Tome III.
- (LA)  Monumenta Germaniae Historica, Scriptores, tomus IV.
- (LA)  Rerum Gallicarum et Francicarum Scriptires, tomus X.
- (LA)  Chartes et documents pour servir à l'histoire de l'abbaye de Saint-Maixent, Archives historiques du Poitou Tome XVI.
- (LA)  Chronicon Santi Maxentii Pictavinis, Chroniques des Eglises d´Anjou.
- (LA)  Cartulaire de l'abbaye de Saint Jean de Sorde.
- (LA)  Cartulario de San Millán de la Cogolla Archiviato il 27 febbraio 2023 in Internet Archive.
- (LA)  cartulario de san pedro de arlanza

### Letteratura storiografica
- Rafael Altamira, Il califfato occidentale, in Storia del mondo medievale, vol. II, 1999, pp. 477–515.
- René Poupardin, "Ludovico il Pio", cap. XVIII, vol. II (L'espansione islamica e la nascita dell'Europa feudale) della Storia del Mondo Medievale, pp. 558–582.
- (ES, LA) José María Lacarra, Textos navarros del códice de Roda (PDF), su unizar.es. URL consultato il 28 luglio 2021 (archiviato dall'url originale il 31 gennaio 2021).
- (LA)  Historia monasterii S. Severi, tome II.